# Südstern
Südstern (« étoile du sud ») est une place publique à Berlin-Kreuzberg en Allemagne.

## Toponymie et situation
La place a un nom qui fait référence à Sigma Octantis ou polaris australis, l'étoile du sud, c'est-à-dire l'étoile visible à l'œil nu la plus proche du pôle sud céleste. Plus prosaïquement, l'appellation étoile du sud se réfère aux sept voies qui aboutissent sur la place, Hasenheide vers l'est, la Gneisenaustraße vers l'ouest, la Lilienthalstraße et Bergmannstraße vers le sud et la Blücherstraße la Fontanepromenade et la Körtestraße vers le nord.
Südstern est une place située à la limite du quartier de Kreuzberg à l'est et celui de Neukölln à l'ouest avec la Hermannplatz voisine. Au sud-est de la station se trouve la basilique Saint-Jean ainsi que la nonciature apostolique de Berlin, la représentation diplomatique officielle du Saint-Siège en Allemagne. Ces deux lieux de culte sont situés aux abords du Volkspark Hasenheide, un jardin public qui s'étend sur 50 hectares. Au sud-ouest de la place se trouvent les cimetières de la Bergmannstraße notamment composé de l'ancien cimetière de la Luisenstadt.
La Blücherstraße mène au nord-ouest à la porte de Halle sur le landwehrkanal.
Sur la place se trouve une église monumentale de style néogothique, l'église de Südstern (Kirche am Südstern ou Südsternkirche).

## Histoire
La place est formée à la fin du XIXe siècle. Elle porte le nom de Kaiser-Friedrich-Platz du 12 mai 1893 au 11 mai 1938 en l'honneur de Frédéric III, empereur allemand et roi de Prusse de mars à juin 1888. Pendant la période nazie du 11 mai 1938 au 31 juillet 1946, la place s'appelle Gardepionierplatz par référence au corps de garde des pionniers de l'armée prussienne puis de la Bundeswehr.

## Événements
À chaque pentecôte, le défilé du carnaval des cultures qui vient de Hermannplatz et se dirige vers la place devant l'église Sainte-Croix passe et s'arrête à Südstern. Cela occasionne à chaque fois une grande affluence de public.
Chaque dimanche depuis octobre 2012, un marché se tient sur la place de 10h à 16h. Les stands proposent majoritairement des produits alimentaires. Certains sont locaux et biologiques.

## Transports
La place est desservie pendant la journée par la ligne 7 du métro de Berlin et pendant la nuit (de 1h à 4h30 du matin) par la ligne N7 du réseau de bus de Berlin.